# Hiawatha (film 1913)
Hiawatha è un film muto del 1913 diretto da Edgar Lewis e basato sul poema epico di Henry Wadsworth Longfellow La canzone di Hiawatha. Il film è interpretato da Jesse Cornplanter del popolo Seneca e Soon-goot, un'attrice sconosciuta di 17 anni. Il film è il primo lungometraggio a utilizzare un cast di nativi americani.

## Trama
Lungo la costa del Lago Superiore in Michigan appare uno spirito che dice ai nativi americani che arriverà un pacificatore che porterà saggezza e unirà le tribù in guerra.

## Produzione

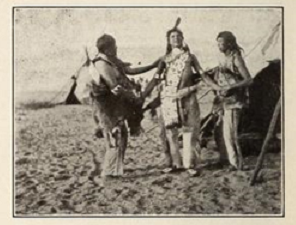
Jesse Cornplanter (al centro) in Hiawatha (1913).

Il produttore Frank E. Moore aveva già messo in scena lo spettacolo all'aperto Hiawatha: The Indian Passion Play per quasi un decennio prima di pensare di produrre una versione filmata. I giornali riferirono che 150 Seneca "purosangue" Irochesi della Riserva di Cattaraugus parteciparono alla produzione del film. Per il ruolo principale di Hiawatha, Moore assunse Jesse Cornplanter.
Il direttore di teatro anglo-americano John Joseph Braham, Sr. venne assunto per comporre la colonna sonora di Hiawatha, mentre Victor Milner venne scelto per il ruolo di direttore della fotografia, fu lui a suggerire a Moore di far diriger il film a Edgar Lewis, un ex attore teatrale.
Sebbene altre versioni mute di Hiawatha esistevano già  prima del 1913, il film di Moore fu il primo a utilizzare un cast di attori nativi americani. Nel 1909, Carl Laemmle, fondatore della Independent Moving Pictures (successivamente assorbita dagli Universal Studios), produsse una versione di Hiawatha; la storia di Laemmle si concludeva con Hiawatha e Minnehaha che si abbracciavano felicemente, invece quella di Moore con la morte di Hiawatha e l'arrivo del missionario, che convertiva i nativi americani alla fede cristiana.

## Distribuzione
Il film venne distribuito nelle sale cinematografiche statunitensi nel marzo 1913. Un mese più tardi, l'American Museum of Natural History insieme all'American Scenic and Historic Preservation Society proiettarono Hiawatha con una lettura simultanea della poesia di Henry Wadsworth Longfellow durante la proiezione del film.

## Accoglienza
Il film venne proiettato al Berkeley Theatre di New York e secondo quanto riportato dal Moving Picture News ottenne "splendide vendite".

## Conservazione
La divisione Motion Picture, Broadcasting & Recorded Sound del Library of Congress possiede una copia ridotta del film.